# Reaktor ciężkowodny

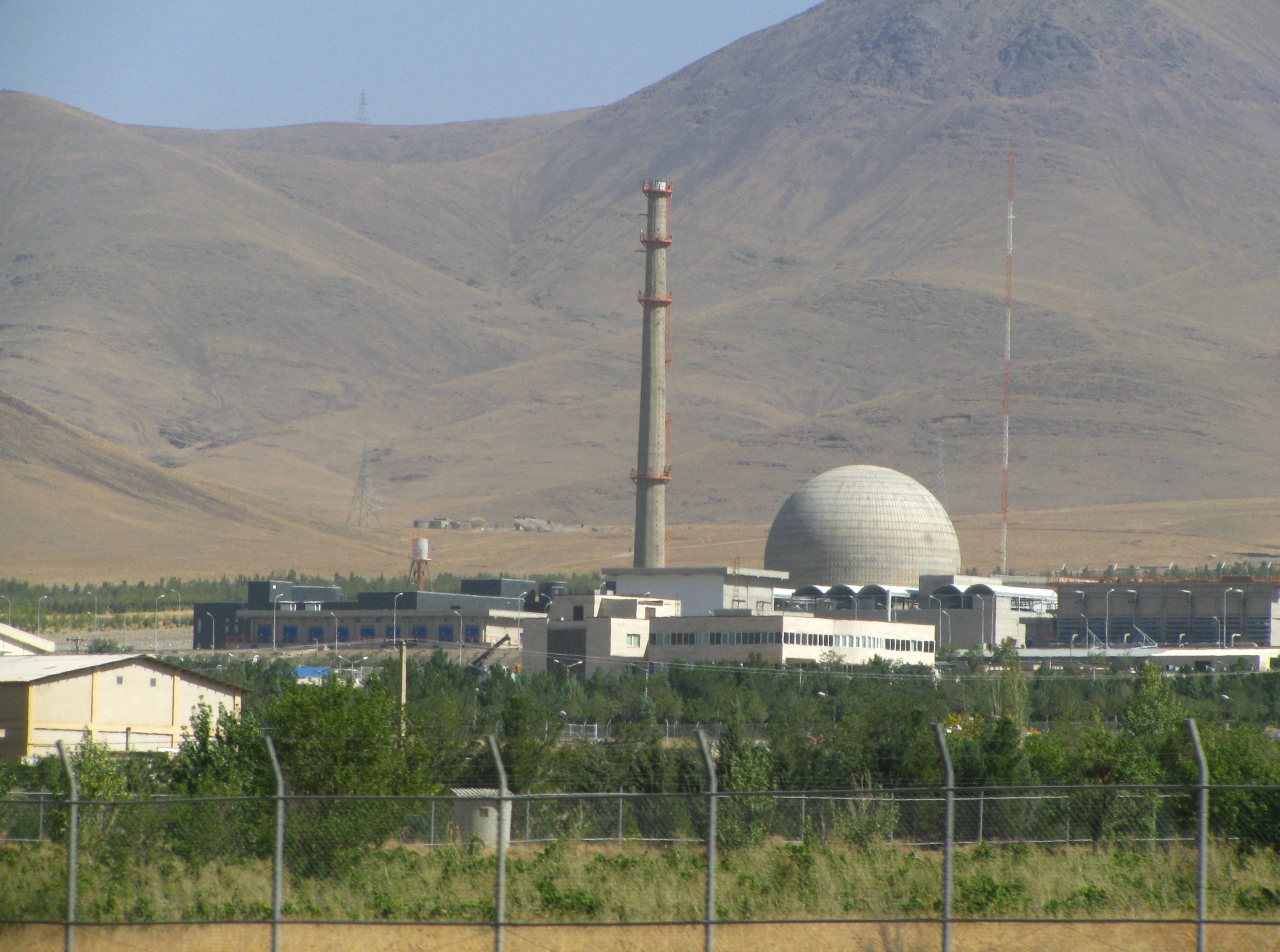
Reaktor ciężkiej wody Arak IR-40, Iran

Reaktor ciężkowodny (ang. heavy water reactor) – rodzaj reaktora jądrowego, w którym rolę moderatora i chłodziwa pełni woda ciężka. Najpopularniejszą na świecie tego typu konstrukcją jest reaktor CANDU opracowany w Kanadzie.
Lekka woda jest dobrym moderatorem neutronów, ale jednocześnie silnym pochłaniaczem, co wymaga wzbogacania paliwa uranowego w celu utrzymania reakcji łańcuchowej w reaktorze lekkowodnym. Woda ciężka ma podobne właściwości moderujące, jednakże pochłania neutrony w dużo mniejszym stopniu. Dlatego reaktor ciężkowodny może wykorzystywać jako paliwo naturalny uran, bez potrzeby kosztownego i długotrwałego wzbogacania.
Wadą reaktorów ciężkowodnych jest koszt początkowej inwestycji związanej z produkcją wody ciężkiej. W przypadku reaktora CANDU materiał ten stanowi około 20% kosztów początkowych.
Jednym z produktów uranowego reaktora jądrowego jest pluton. Metal ten, obok wysokowzbogaconego uranu, jest materiałem służącym do budowy broni jądrowej. Z tego powodu budowa reaktorów ciężkowodnych jest jedną z najpopularniejszych dróg do budowy arsenału nuklearnego. Dokonały tego:
- Izrael (reaktor Dimona)[2],
- Indie (reaktor CIRUS)[3],
- Pakistan (reaktor Khushab)[4].

O próbę podążenia tą samą drogą i konstruowanie reaktora do celów militarnych podejrzewany jest Iran (reaktor IR-40 Arak).